# Stenygrocercus recineus
Stenygrocercus recineus is een spinnensoort uit de familie Dipluridae. De soort komt voor in Nieuw-Caledonië.